# Mothra (filme)
Mothra (モスラ, Mosura) (bra: Mothra - A Deusa Selvagem) é um filme japonês de 1961 de ficção científica e fantasia, dirigido por Ishirō Honda, com efeitos especiais de Eiji Tsuburaya. O título refere-se ao nome de um monstro kaiju que ficaria muito popular (no gênero, atrás apenas de Godzilla). 
Com os efeitos tradicionais japoneses (tokusatsu) do Estúdio Toho, é o filme de estreia do roteirista Shinichi Sekizawa, que ajudou a criar esse gênero de filmes japoneses que se tornariam proeminentes na década de 1960. No elenco, Frankie Sakai (nome transliterado para o inglês, assim como todos os de origem japonesa nesse artigo), popular cômico no Japão na época, Hiroshi Koizumi, ator que ficaria conhecido pelas produções tokusatsu seguintes, e Jerry Ito (grafado como "Jelly Ito" nos créditos da versão em inglês), em única participação em filmes de monstros da Toho, apesar de estar no elenco da co-produção nipo-americana de 1958, The Manster e no filme da Toho de 1961, The Last War.
O roteiro básico foi reciclado em King Kong vs. Godzilla e Mothra vs. Godzilla (de 1962 e 1964, ambos escritos por Sekizawa). Mothra apareceria em sete filmes da franquia Godzilla, além de sequências e uma trilogia própria na década de 1990.

## Elenco
- Zen'ichirou 'Zen-Chan' Fukuda, jornalista do Nittou - Frankie Sakai
- Michi Hanamura, fotógrafa do Nittou - Kyōko Kagawa
- Dr. Shin'ichi Chujo - Hiroshi Koizumi
- Dr. Harada - Ken Uehara
- Clark Nelson - Jerry Itou
- As fadas, Yumi Itou e Emi Itou
- Sadakatsu Amano, Editor do Nittou - Takashi Shimura
- Shinji Tyuujou - Masamitsu Tayama
- Capanga de Nelson - Tetsu Nakamura
- Danny, capanga de Nelson - Ousmane Yusef
- capanga de Nelson - Akira Wakamatsu
- capanga de Nelson - Hiroshi Takagi
- capanga de Nelson - Toshio Miura
- Dr. Raaff, capitão da expedição da ilha- Audie Wyatt
- Diretor Geral do Centro Nuclear - Akihiko Hirata
- Comandante da Força de Defesa A - Hisaya Itou
- Comandante da Força de Defesa B - Yoshihumi Tajima
- Piloto de helicóptero A - Kenji Sahara
- Piloto de helicóptero B - Kenzou Echigo
- Secretário de defesa - Seizaburou Kawazu
- Capitão do navio Daini Genyo Maru - Yoshio Kosugi
- Namiki, marujo - Ren Yamamoto
- Murata, marujo - Haruya Katou
- Honma, operador do rádio - Yutaka Nakamura
- chefe - Kouji Iwamoto
- Membros da força tarefa - Hiroo Sakurai
- Oficial da Agência de Segurança Marítima - Sachiyuki Uemura
- Morador - Junnosuke Suda
- Morador - Akira Kittyouji
- Morador - Toshiko Nakano
- Detetive de Rolisica - Dan Yuma (Robert Dunham)
- Embaixador de Rolisica - Harold Conway
- Padre de Nova Kirk - Henrico Rossie
- Velho de Nova Kirk - E.P. Mcdermott
- Capitão de Hayakaze - Kou Misima
- Oficial Médico - Tadashi Okabe
- tripulante do contador Geiger - Kouhei Furukawa
- Jornalista A - Shinpei Mitsui
- Jornalista B - Masaaki Tachibana
- Jornalista do Nittou - Toshio Miura
- Proprietário da casa de chá - Junpei Natsuki
- Esposa do proprietário - Teruko Mita
- Vigia da represa A - Syouichi Hirose
- Vigia da represa B - Shigeo Katou
- Vigia da represa C - Jun Kuroki
- Governanta de Tyuujous - Tsurue Ichimanji
- Moça do cinema - Terumi Oka
- Capitão do iate Orion-Maru - Mitsuo Tsuda
- Marinheiro - Keisuke Matsuyama
- Timoneiro - Yū Sekida
- Capitão do transportador - Yutaka Oka
- Auxílio - Akira Yamada
- Mempro da Expedição - Mitsuo Matsumoto
- Membro da Expedição - Yoshio Katsube
- Membro da Expedição - Hiroyuki Satake
- Membro da Expedição - Akira Hayami
- Membro da Expedição - Kazuo Imai
- Policial do tunel A - Kouji Uno
- Policial do tunel B - Yukihiko Gondou
- lenhador - Yasuhisa Tsutsumi
- criança nativa - Keiji Sakakida
- criança nativa - dançarina Nichigeki
- Mothra Larva (Cabeça) - Haruo Nakajima
- Mothra Larva (corpo) - Katsumi Tezuka/Outros

## Sinopse
O navio Daini-Gen'you-Maru é atingido por um tufão e naufraga no Pacífico Sul. As equipes de resgate localizam sobreviventes numa ilha rochosa presumidamente inabitada, pertencente à nação de Rolisica e local de testes nucleares. O persistente e corpulento repórter Zenichiro (apelidado de "Buldogue" ou "Zen-chan") Fukuda  e a esperta fotógrafa Michi Hanamura, se infiltram no hospital e descobrem que os náufragos estão bem de saúde e que alegam terem sido ajudados por nativos da ilha, o que é surpreendente devido à radiação.
Uma expedição organizada pelo milionário misterioso Clark Nelson vai à ilha investigar e o doutor Shin'ichi Chūjō descobre uma caverna com inscrições e plantas mutantes carnívoras que o atacam. Ele consegue sobreviver graças a ajuda de duas pequenas moças gêmeas (altura de 60 centímetros). Nelson fica sabendo das moças e em viagem posterior as rapta e as usa como um show musical, o das "fadas secretas". Mas elas avisam que "Mothra" irá resgatá-las. Chujo havia descoberto esse nome nas inscrições e não sabia o que era, até que os radares japoneses captam um estranho monstro em forma de larva nadando em direção ao Japão. Nada parece detê-lo até que o monstro chega a Tókio e se fecha num casulo. Pouco depois ele emerge como uma fera voadora monstruosa cujo bater de asas arrasa tanto as cidades japonesas com as de Rolísica, lugar que Nelson levara as fadas, esperando escapar da fúria do monstro.

## Produção

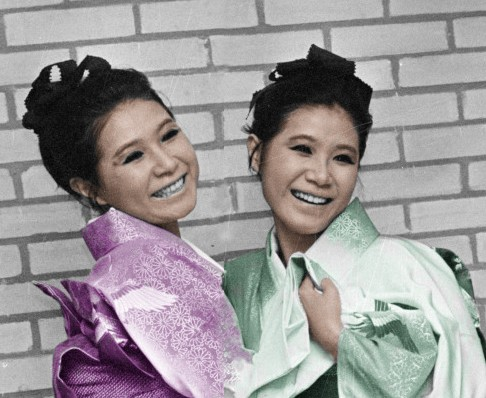
The Peanuts, ou "As amendoins" ou ainda "As pequeninas", a dupla japonesa de cantoras gêmeas que são destaque do filme, inclusive se apresentado em número musical

O filme foi baseado no livro The Luminous Fairies and Mothra e a primeira adaptação de Shinichi Sekizawa foi oferecida em 1960. Com o título vago de The Giant Monster Thing, baseava-se na história de uma raça de mulheres pequenas ajudadas por um monstro gigante. O nome das fadas não estava especificado nesse primeiro rascunho.
Um segundo roteiro foi apresentado, com o título mudado para Giant Monster Mothra, com os nomes das mulheres pequenas de "Pichi Fairies". As mulheres eram cinco mas alterou-se para duas e a proposta foi aprovada.
Em 1960, o roteiro do filme foi completado, acompanhado de um storyboard para detalhar os conceitos. Mothra tinha uma versão bem assustadora nesses desenhos e o enredo era diferente, quando comparado com o filme pronto. Algumas ideias retornaram em Godzilla vs. Mothra (1992).
Desde o primeiro rascunho, o dueto de cantoras "The Peanuts" (Emi e Yumi Ito) tinha sido incluido na produção. Os papeis das fadas foram alteradas para a dupla de cantoras. Outra alteração foi a do título, de Giant Monster Mothra para Mothra.